# Круг, Леопольд
Карл Вильгельм Леопольд Круг (нем. Karl Wilhelm Leopold Krug, 1833—1898) — немецкий биолог, этнограф и дипломат.

## Биография
Карл Вильгельм Круг родился 7 января 1833 года в Берлине. После окончания школы Круг ненадолго переезжает в Бремен. В 1857 году он прибыл в Пуэрто-Рико и стал работать в торговой компании Lahmayer & Co. (позднее Schulze & Co.) в Майягуэсе. Затем он стал владельцем этой компании. Круг был вице-консулом Германии и Великобритании в Майягуэсе. В 1876 году Круг начал работать с директором Берлинского ботанического сада Игнацом Урбаном. Круг собирал ботанические и зоологические коллекции на экспедициях Хуана Гундлаха, Пауля Синтениса и Генриха фон Эггерса.

## Роды и некоторые виды растений, названные в честь К. Круга
- Krugella Pierre, 1891 (=Pouteria)
- Krugia Urb., 1893 (=Marlierea)
- Krugiodendron Urb., 1902
- Calyptranthes krugii Kiaersk., 1899
- Coccoloba krugii Lindau, 1896
- Dicliptera krugii Urb., 1911
- Guettarda krugii Urb., 1899
- Nectandra krugii Mez, 1899
- Ormosia krugii Urb., 1899
- Philodendron krugii Engl., 1899